# Jean Brunner
Jean Brunner o Johann Josef Brunner (24 de septiembre de 1804 - 29 de noviembre de 1862) fue un fabricante de instrumentos de precisión francés de origen suizo.

## Semblanza
Brunner nació en la localidad suiza de Balsthal en 1804. Era hijo del renombrado cerrajero Johann Josef Brunner, y comenzó a trabajar como aprendiz de su padre. Trasladado a Basilea, trabajó durante tres años para un fabricante de balanzas mientras estudiaba matemáticas y dibujo por las noches. A los 22 años ingresó en el Instituto Politécnico de Viena y comenzó a construir instrumentos de física. Se instaló en París en 1828, afrancesó su nombre y se convirtió en Jean Brunner. Tras emplearse con Frédéric Hunzinger y con Vincent Chevalier, creó su propia empresa en el 34 de la rue des Bernardins y luego se trasladó al 183 de la rue de Vaugirard. Construyó y perfeccionó prácticamente todos los instrumentos de precisión utilizados en aquella época, desde el microscopio hasta monturas ecuatoriales para grandes telescopios, pasando por la regla geodésica (conocida como regla de Ibáñez-Saavedra) diseñada para España por Carlos Ibáñez de Ibero a partir del modelo de la utilizada por el geodesta suizo Ferdinand Rudolph Hassler para el levantamiento geodésico costero de los Estados Unidos, donde este último había introducido el metro en 1805.
En 1839 participó en la 9.ª edición de la "Exposición de productos industriales franceses", y obtuvo la medalla de plata por uno de sus logros. Durante la siguiente edición, en 1844, presentó varios instrumentos de precisión: teodolitos, microscopios, brújulas y un círculo astronómico de 60 cm de diámetro por el que recibió una medalla de oro. Logró el mismo éxito en la exposición de 1849.
En 1845, por sugerencia de François Arago, construyó una montura ecuatorial para el gran telescopio del Observatorio de París. Obtuvo la nacionalidad francesa por decreto del 5 de julio de 1850. Ese mismo año también fue admitido en el Bureau des Longitudes, primero como asistente de fabricación y después como fabricante.
Durante la Exposición Universal de París de 1855 fue uno de los miembros del jurado. Aunque esta circunstancia le impedía competir por los premios, presentó diferentes instrumentos astronómicos y ópticos, además de una regla diseñada para medir bases geodésicas, que servían tanto para determinar la dimensión de las triangulaciones geodésicas como para comprobar su precisión. El instrumento de medición se componía de una regla doble de platino y latón de 4 metros de largo equipada con microscopios. La construcción de este dispositivo llevó aproximadamente dos años. La dilatación térmica del dispositivo fue objeto de un profundo estudio por parte de sus diseñadores españoles, Carlos Ibáñez de Ibero y Frutos Saavedra Meneses. De hecho, esta regla se comparó con la regla número 1 de Borda, la vara doble diseñada para la triangulación de Delambre y Méchain, que se utilizó para determinar la longitud del metro. Esta comparación garantizó aún más la trazabilidad metrológica entre el metro y la toesa de París que se utilizaba como unidad geodésica en Prusia. La regla creada por Jean Brunner se utilizó para medir la base geodésica central de España. La participación de Jean Brunner en el proyecto le valió la dignidad de Caballero de la Orden de Carlos III.
Poco antes de su muerte, Jean Brunner participó en la Exposición Universal de Londres de 1862, a la que presentó, entre varios instrumentos geodésicos y ópticos, un círculo meridiano de 42 cm de diámetro realizado para el virrey de Egipto.
Tras su muerte acontecida en 1862 en París, el taller pasó a manos de sus dos hijos, Émile Brunner y Léon Brunner. La compañía adoptó entonces el nombre de Brunner Frères. La empresa familiar desapareció en 1895 con la muerte de Émile Brunner, un año después de la muerte de su hermano Léon. Los miembros de la familia Brunner están enterrados en el cementerio de Montparnasse.